# Liste des membres de l'Assemblée législative par département
Pour un article plus général, voir Assemblée nationale législative (Révolution française).
Liste des membres de l'Assemblée législative, assemblée qui a succédé, en France, à l'Assemblée constituante, le 1er octobre 1791.

## Sommaire
- Ain
- Aisne
- Allier
- Basses-Alpes
- Hautes-Alpes
- Ardèche
- Ardennes
- Ariège
- Aube
- Aude
- Aveyron
- Bouches-du-Rhône
- Calvados
- Cantal
- Charente
- Charente-Maritime
- Cher
- Corrèze
- Corse
- Côte-d'Or
- Côtes-du-Nord
- Creuse
- Dordogne
- Doubs
- Drôme
- Eure
- Eure-et-Loir
- Finistère
- Gard
- Haute-Garonne
- Gers
- Gironde
- Hérault
- Ille-et-Vilaine
- Indre
- Indre-et-Loire
- Isère
- Jura
- Landes
- Loir-et-Cher
- Haute-Loire
- Loire-Inférieure
- Loiret
- Lot
- Lot-et-Garonne
- Lozère
- Maine-et-Loire
- Manche
- Marne
- Haute-Marne
- Mayenne
- Meurthe
- Meuse
- Morbihan
- Moselle
- Nièvre
- Nord
- Oise
- Orne
- Paris
- Pas-de-Calais
- Puy-de-Dôme
- Basses-Pyrénées
- Hautes-Pyrénées
- Pyrénées-Orientales
- Bas-Rhin
- Haut-Rhin
- Rhône-et-Loire
- Haute-Saône
- Saône-et-Loire
- Sarthe
- Seine-Inférieure
- Seine-et-Marne
- Seine-et-Oise
- Deux-Sèvres
- Somme
- Tarn
- Var
- Vendée
- Vienne
- Haute-Vienne
- Vosges
- Yonne
- Colonies
- Île Bourbon et Île-de-France

Les députés et suppléants sont listés par département et par ordre de leur élection.

## Ain
6 députés et 2 suppléants

### Députés
1. Antide Rubat, juge au tribunal du district de Belley.
2. Jacques Regnier, homme de loi, procureur syndic du district de Trévoux.
3. Étienne Deydier, notaire et géomètre feudiste de Pont-de-Vaux.
4. Thomas Riboud, procureur-général-syndic du département.
5. Grégoire Jagot, juge de paix à Nantua.
6. Jean-Louis Girod de l'Ain, homme de loi, administrateur du directoire du district de Gex.

### Suppléants
1. Rochard, homme de loi à Pontain, administrateur du département.
2. Vaulpré, médecin à Clémentiat, administrateur du département.

## Aisne
12 députés et 4 suppléants

### Députés
1. Jean-François Belin, cultivateur à Guise
2. Pierre Loysel, Vice-président du département, domicilié à Saint-Gebaie, district de Chaucy
3. Guillaume Ducreux, administrateur du département, domicilié à Saint-Simon, district de Saint-Quentin
4. Jean-Jacques Fiquet, procureur-syndic du district de Soissons
5. Jean-Étienne Fache, juge de paix de la ville de Château-Thierry
6. François Lobjoy, maire de Colligis, district de Laon
7. Debry (Jean Antoine Joseph), administrateur du département, domicilié à Vervins, président de l'Assemblée électorale
8. Carlier (Prosper Hyacinthe), président du tribunal de Chauny, séant à Coucy
9. Jolly l'aîné (Louis Jean Samuel), négociant à Saint-Quentin
10. Nicolas-Marie Quinette, administrateur du département, à Soissons
11. Prudhomme (François Louis Jérôme), juge de paix à Rosoy-sur-Serre, district de Laon
12. Bernier (Louis François), cultivateur à Passy-en-Valois, district de Château-Thierry

### Suppléants
1. Louis Étienne Beffroy, administrateur du département, domicilié à Chevrigny
2. Hébert (Jean-Baptiste Louis), commandant de la garde nationale, à Chauny
3. Paulet (Gaspard), négociant à Saint-Quentin
4. Sutil jeune (Pierre François), officier municipal à Château-Thierry

## Allier
7 députés et 3 suppléants

### Députés
1. Pierre Antoine Jouffret de Bonnefond, procureur-général-syndic du département, président de l'Assemblée électorale
2. Étienne Douyet, administrateur du directoire du département
3. Joseph Hennequin, maire de Gannat
4. Gilbert Ruet de La Motte, administrateur du département, décédé le 19 juin 1792
5. Gilbert Gaulmin (homme politique), médecin et maire de Montmarault
6. Jacques Boisrot de La Cour, juge au tribunal du district de Montluçon
7. François Bernard Descrots d'Estrée, maréchal de camp

### Suppléants
1. Bontoux (Joseph), chevalier de Saint-Louis, maire de Saint-Pourçain
2. Defavière (Jean-François), maire de Montluçon, remplace, le 12 juillet 1792, Ruet, décédé.
3. De Saint-Quentin-de-Maltière (Gaspard), président du district de Cusset

## Basses-Alpes
6 députés et 2 suppléants

### Députés
1. Jean Raffin, ancien officier de cavalerie
2. Pierre Antoine Chauvet, procureur-général-syndic du département
3. André Pinchinat, membre du directoire du département
4. Henri Juglar, homme de loi, membre du directoire du département
5. François Charles Bouche, administrateur du directoire du département, président de l'Assemblée électorale
6. Pierre Jacques Dherbez-Latour, homme de loi, administrateur du département

### Suppléants
1. Beausset, notaire et juge de paix à Quinson, district de Digne
2. Bertrand, curé de Reynier, district de Forcalquier

## Hautes-Alpes
5 députés et 2 suppléants

### Députés
1. Amat (Claude Siméon), administrateur du département, notaire à Ribiers
2. Ferrus (Guillaume), maire de Briançon
3. Dongois (Joseph), procureur syndic du district d'Embrun
4. Jean-Jacques de Labastie, homme de loi
5. Faure (Pierre François), administrateur du département

### Suppléants
1. Isoard fils (Jean François Auguste), homme de loi à Embrun
2. Morgan (Étienne Alexandre), homme de loi, suppléant au tribunal du district de Serres

## Ardèche
7 députés et 3 suppléants

### Députés
1. Dalmas (Joseph Benoît), homme de loi à Aubenas, procureur-général syndic du département
2. Bastide (Jean-François), homme de loi à Grospières, administrateur du directoire du département
3. Soubeyrand-Saint-Prix (Hector), homme de loi à Saint-Péray, administrateur du directoire du département
4. Vacher (Jean-Baptiste Louis), homme de loi à Vesseaux, administrateur du directoire du département
5. Valadier, homme de loi à Vallon. Est admis le 2 octobre 1791 mais n'a pas pris séance
6. Claude-André Fressenel, homme de loi à Annonay
7. Dereboul (Nicolas), homme de loi au bourg Saint-Andéol, vice-président du directoire du département

### Suppléants
1. Gamon (François Joseph), homme de loi à Antraigues. Remplace Valadier le 3 janvier 1792.
2. Pailhon-Laribe, homme de loi, juge de paix de Saint-Étienne-de-Lugdarès
3. Bosc-Villeneuve, homme de loi, juge de paix de Saint-Félicien.

## Ardennes
8 députés et 3 suppléants

### Députés
1. Nicolas Constant Golzart, procureur syndic du district de Grandpré.
2. Pierrot (François), notaire à Auvillers-les-Forges, membre du directoire du département.
3. Jean Antoine d'Averhoult, membre du directoire du département. Est démissionnaire le 26 juillet 1792. Sa démission n'est pas acceptée.
4. Jacques Augustin Déliars, juge au tribunal du district de Sedan.
5. Hureaux (Jean-Baptiste), juge de paix du canton de Vouziers.
6. Bournel (Jean-François), homme de loi, administrateur du directoire du district de Rethel.
7. Louis Damourette, cultivateur à Chalerange et président de l'administration du département.
8. Pierre-Charles-Louis Baudin, maire de Sedan.

### Suppléants
1. Desrousseaux, entrepreneur d'une manufacture de draps à Sedan.
2. Lissoire, curé de Charleville.
3. Toupet, trésorier de la guerre à Givet.

## Ariège
6 députés et 2 suppléants

### Députés
1. Font (Bernard), évêque du département, président de l'Assemblée électorale.
2. Gaston (Raymond), juge de paix à Foix.
3. Ille (François), administrateur du département.
4. Jean-Baptiste Clauzel, maire de Lavelanet.
5. Pierre Caubère, homme de loi à Saint-Girons.
6. Calvet (Jean Jacques), à Foix.

### Suppléants
1. Espert (Jean), citoyen du canton de Laroque, membre du district de Mirepoix.
2. Trinqué, médecin, vice-président du directoire du district de Saint-Girons.

## Aube
9 députés et 3 suppléants

### Députés
1. Edme-Bonaventure Courtois, négociant, receveur du district à Arcis-sur-Aube.
2. Maizières (Toussaint), juge de paix du canton de Couvignon, à Proverville, près Bar-sur-Aube.
3. Chaponnet (Nicolas), administrateur du directoire du département.
4. Jacques Edme Régnault de Beaucaron, juge au tribunal du district, à Évry.
5. Louis Antoine Joseph Robin, négociant et cultivateur à Nogent-sur-Seine.
6. Sissous (Pierre Louis), juge au tribunal du district de Troyes.
7. Beugnot (Jacques Claude), procureur-général-syndic du département.
8. Hugot (Nicolas), juge au tribunal du district de Bar-sur-Seine.
9. Pierre Nicolas Perrin, maire de Troyes.

### Suppléants
1. Huguenin, secrétaire du district, à Ervy.
2. Geslin (Théodore Charles), administrateur du département à Villemaux.
3. Guerrapain, procureur-syndic du district d'Arcie-sur-Aube.

## Aude
8 députés et 3 suppléants

### Députés
1. Azema (Michel), homme de loi à Argilliers, administrateur du département.
2. Fabre (Gabriel Jacques François Maurice), président de l'administration du département à Carcassonne.
3. Hugues Destrem, négociant à Fanjeaux, administrateur du département.
4. Lasale (Isidore), frabricant de drap à Chalabre.
5. Belot-La-Digne (Joseph), chevalier de Saint-Louis, ancien lieutenant-colonel de dragons, administrateur du département à Bélestra.
6. Causse (Guillaume Jacques Pascal), négociant à Narbonné, administrateur du département.
7. Ribes (Raimond), homme de loi à Limoux, administrateur du département.
8. Solomiac (François), homme de loi à Lagrasse, administrateur du département.

### Suppléants
1. Soulier, électeur à Castelnaudary.
2. Révial, électeur à Narbonne.
3. Andrieu (Martin), homme de loi à Limoux.

## Aveyron
9 députés et 3 suppléants

### Députés
1. Constant-Saint-Estève (Jacques Jean), homme de loi à Saint-Sernin-de-Vabre, administrateur du directoire du département.
2. Bosc (Étienne), homme de loi, juge au tribunal d'Espalion.
3. Bo (Jean-Baptiste Jérôme), médecin au Mor-de-Barrez.
4. Pierre Barthélémy de Nogaret, homme de loi à Saint-Laurent, membre du directoire du département.
5. Molinier (Antoine), homme de loi à La Mouline, membre du directoire du département.
6. Lortal (François), homme de loi à Villefranche, procureur-général-syndic du département.
7. Arssaud (Jean François Régis), homme de loi, maire de Rodez.
8. Pomiès (François), homme de loi à Saint-Antonin.
9. Bourzès (Durand Louis), chevalier de Saint-Louis, maire de Milhau.

### Suppléants
1. Valadier (Jean-François), homme de loi, procureur de la commune de Villefranche.
2. Boyer, homme de loi à Sauveterre, membre du directoire du département.
3. La Bruyère, médecin et maire d'Aubin.

## Bouches-du-Rhône
11 députés et 3 suppléants

### Députés
1. Martin (Étienne), négociant, maire de Marseille. Est démissionnaire le 2 août 1792. Sa démission n'a pas été acceptée.
2. Pierre-Antoine Antonelle, maire d'Arles.
3. Pellicot (Henri), administrateur du directoire du département.
4. Archier (Jean Antoine), de Saint-Chamas (Bouches-du-Rhône), administrateur du département.
5. François Omer Granet, administrateur du directoire du département.
6. Jean Espariat, président du tribunal du district d'Aix.
7. Mauche (Mathieu), juge de paix à Tarascon.
8. Blancgilly (Mathieu), négociant, administrateur du département.
9. Claude Romain Lauze de Perret, habitant d'Apt.
10. Gasparin (Thomas Augustin), capitaine au second régiment d'infanterie, ci-devant Picardie.
11. Joseph Fiacre Olivier de Gérente, député du district du Vaucluse, rattaché aux Bouches-du-Rhône par le décret du 26 mars 1792 (admis le 27 août 1792).

### Suppléants
1. Puech, maire de Martigues.
2. Pellissier (Denis Marie), médecin à Saint-Remy.
3. Victor-Roux, maire de Cassis.

## Calvados
13 députés et 5 suppléants

### Députés
1. Claude Fauchet (1744-1793), évêque du département.
2. Louis Dubois du Bais, chevalier de Saint-Louis, administrateur du département.
3. François Leroy, homme de loi, maire de Lisieux.
4. Pierre Henry-Larivière, homme de loi, substitut du procureur de la commune de Falais.
5. Louis Boutry du Manoir, commissaire du roi à Vire.
6. Jean-Baptiste Lomont, administrateur du département à Caen.
7. Jean-Baptiste Avelines, administrateur du directoire du département.
8. Pierre-Louis Bonnet de Mautry, chevalier de Saint-Louis, maire de Caen.
9. Louis Anseaume (homme politique), homme de loi, administrateur du département.
10. Louis-Alexandre-Jacques Vardon, administrateur du département.
11. René Castel, procureur-syndic du district de Vire.
12. Louis Bretocq, cultivateur à Saint-Étienne-Latillaye, administrateur du district de Pont-l'Evêque.
13. Jean-François Leroy, homme de loi, administrateur du district de Bayeux.

### Suppléants
1. Violette (Thomas), cultivateur, administrateur du district de Caen, domicilié à Lasson.
2. Ganel, négociant et administrateur du district de Lisieux.
3. Doulcet (Louis Gustave), administrateur du département à Pontécoulant.
4. Morell-D'Aubigny (Marc Antoine), commandant de la garde nationale à Falaise.
5. Bermont (Piquefeu de), négociant à Honfleur.

## Cantal
8 députés et 3 suppléants

### Députés
1. Vayron (Pierre), prêtre, procureur-syndic du district de Saint-Flour.
2. Benoid (Jean Joseph), administrateur du directoire du département.
3. Gros (Jean-Baptiste), homme de loi, procureur-syndic du district de Mauriac.
4. Guitard fils (Antoine Joseph), président du département.
5. Henry (Pierre Paul), administrateur du directoire du département et vice-procureur-général-syndic.
6. Teillard (François), vice-président du directoire du département.
7. Salvage (Jean Félix Augustin), homme de loi, administrateur du district de Mauriac.
8. Perret (Jean-Baptiste), homme de loi, officier municipal d'Aurillac.

### Suppléants
1. Vacher (Charles), homme de loi à Pleaux, district de Mauriac.
2. Jalenques (Jean-Baptiste-Benoît), homme de loi, juge de paix de la ville de Maurs.
3. Daube de Contoinet père (Durand), homme de loi à Chaudesaignes.

## Charente
9 députés et 3 suppléants

### Députés
1. Antoine Dubois de Bellegarde, chevalier de Saint-Louis, commandant de la garde nationale d'Angoulême.
2. Lafaye-des-Rabiers (François), procureur-syndic du district de Barbezieux. Est démissionnaire le 26 juillet 1792 ; sa démission n'est pas acceptée.
3. Léchelle (Pierre), commissaire du roi au tribunal du district de La Rochefoucauld.
4. Jean-François Blanchon, avoué au tribunal du district de Comfolens, homme de loi, administrateur du département.
5. Martin (Gabriel), juge au tribunal du district de Cognac.
6. Augustin Chedaneau, administrateur de l'hôpital de Ruffec.
7. Dumas-Champvallier (Jean Louis), homme de loi, juge de paix de Champagne-Mouton, administrateur du département.
8. Jean Guimberteau, juge au tribunal du district d'Angoulême.
9. Jean-François Simon Chazaud, administrateur du directoire du district de Confolens.

### Suppléants
1. Lamotte-du-Chambon (Étienne), maire d'Eymoutiers.
2. Maulde-de-Loisellerie (Pierre Jacques), administrateur du district d'Angoulême.
3. Gaboriaud-des-Hubelins, administrateur du département, domicilié à Ruffec.

## Charente-Maritime
11 députés et 4 suppléants

### Députés
1. Jean-Jacques Bréard, propriétaire à Marennes, vice-président du directoire du département.
2. Jean-Aimé Delacoste, président du tribunal du district de La Rochelle.
3. André-Antoine Bernard, président du tribunal du district de Saintes.
4. Joseph Eschassériaux, homme de loi à Saintes, administrateur du département.
5. Pierre-Charles Ruamps, cultivateur à Saint-Saturnin-du-Bois, membre du directoire du département.
6. Jean-Joseph Jouneau, administrateur du département et lieutenant de la gendarmerie nationale.
7. Jacques Merveilleux de Mortafond, de Néré, administrateur du département.
8. Joseph Niou, ingénieur de la marine, maire de Rochefort.
9. Jean-Aubun Dumoustier de Frédilly, négociant à La Rochelle.
10. Riquet (Pierre Augustin), membre du directoire du département.
11. Gilbert (Jean), de Mirambeau, homme de loi.

### Suppléants
1. Dechezeau (Pierre Charles Daniel Gustave), négociant, de l'Isle-de-Ré.
2. Lozeau (Paul Augustin), négociant à Marennes, procureur-syndic du district.
3. René Eschassériaux, médecin, membre du district de Saintes.
4. Desgraves (Georges), négociant à Saint-Pierre-d'Oléron.

## Cher
6 députés et 2 suppléants

### Députés
1. Pierre Anastase Torné, évêque de la métropole du Centre (Bourges).
2. Pierre Louis André Sabathier, notaire à Léré, district de Sancerre.
3. Jacques Foucher, homme de loi, notaire à Aubigny, administrateur du département.
4. Fouquet (Louis Antoine), procureur-syndic du district de Saint-Amand.
5. Huguet (Pierre), homme de loi, administrateur du département.
6. Cartier-Sant-René (Charles Louis André), propriétaire à Lury, district de Vierzon, administrateur du directoire du département.

### Suppléants
1. Nicolas Auclerc, procureur-syndic à Châteaumeillant.
2. De Villentroys, commissaire du roi à Vierzon.

## Corrèze
7 députés et 3 suppléants

### Députés
1. Germignac (François Jacques), médecin à Germignac, président du département.
2. Brival (Jacques), homme de loi, procureur-général-syndic du département.
3. Borie (Jean), homme de loi à Saint-Bazile, administrateur du directoire du département.
4. Chassagnac (Noël), homme de loi, juge de paix, administrateur du département.
5. Faye-Lachèze (François Pierre), médecin à Brive.
6. Jean-Antoine Marbot, administrateur du directoire du département.
7. Bardon (Léonard), homme de loi, juge au tribunal du district de Tulle.

### Suppléants
1. Serre (Jean-Baptiste Henry), homme de loi à Brive.
2. Lacaze (François), médecin à Neuvy, administrateur du département.
3. Pénières (Jean Augustin), homme de loi à Saint-Sylvain-d'Albois, district de Tulle.

## Corse
6 députés et 2 suppléants

### Députés
1. Félix Antoine Léonetti, commandant de la garde nationale à Bologne.
2. François Marie Pietri, de Fozzano.
3. Carlo Andrea Pozzo di Borgo, membre du directoire du département.
4. Pierre-Jean-Thomas Boerio, président du tribunal du district de Corte.
5. Barthélémy Aréna, de l'île Rousse, membre du directoire du département.
6. Marius Peraldi, membre du conseil général du département, colonel de la garde nationale d'Ajaccio.

### Suppléants
1. Panattieri (François Benoît), de Calvi, secrétaire général de l'administration du département.
2. Regnier-du-Tillet (Honoré Marie), commissaire de marine à Bastia.

## Côte-d'Or
10 députés et 4 suppléants

### Députés
1. Navier (Claude Bernard), juge du tribunal de cassation.
2. Prieur-Duvernois (Claude Antoine), officier du génie.
3. Charles-François Oudot, commissaire du roi au tribunal du district de Beaune.
4. Gelot (Thomas Antoine), membre du directoire du département.
5. Lambert (Charles), juge de paix du canton d'Autricourt à Belan.
6. Louis Beguin, Sieur de Saint-Val et du Quartier (1747-1831), Avocat au Parlement de Paris, Maire de Baigneux, Administrateur du département et Juge royal au tribunal de Semur-en-Auxois. À l'Assemblée, il fut membre de la Commission des Affaires Étrangères puis de celle des Assignats et Monnaies.
7. Martinecourt (Jean Étienne de), membre du directoire du district d'Is-sur-Tille.
8. Claude Batault, président du tribunal du district d'Arnay-sur-Arroux.
9. Guyton-Morveau (Louis Bernard), procureur-général-syndic à Dijon.
10. Claude Basire (Claude), membre du directoire du district de Dijon.

### Suppléants
1. Guéneau (François), ancien capitaine de dragons, à Semur-en-Auxois.
2. Opinel (Claude François), maire d'Auxonne.
3. Nicolas-Joseph Marey, négociant à Nuits.
4. Edouard fils (Jean-Baptiste), marchand à Puligny.

## Côtes-du-Nord
8 députés et 3 suppléants

### Députés
1. Delaizire (François), directeur des forges du Veau-Blanc, district de Loudéac.
2. Urvoi (Pierre Anne Marie), propriétaire à Dinan, administrateur du département.
3. Derrien (Yves), cultivateur à Trébrivan, district de Rostrenen.
4. Digaultray (Jean-Baptiste), homme de loi à Quintin, membre du directoire du district de Saint-Brieuc.
5. Rivoalan, homme de loi à Saint-Brieuc.
6. Glais-Bizoin (Olivier), négociant à Saint-Helen, district de Merleac.
7. Bagôt (Jean Louis), medecin, maire de Saint-Brieuc.
8. Morand l'aîné (Joseph René), homme de loi à Lanvignec, district de Pontrieux, administrateur du directoire du département.

### Suppléants
1. Rupérou (Olivier), homme de loi à Guingamp, administrateur du directoire du département.
2. Gaultier, vicaire de l'évêque à Saint-Brieuc.
3. Cadiou, juge à Lannion.

## Creuse
7 députés et 3 suppléants

### Députés
1. Jean-Baptiste Voysin de Gartempe, procureur-syndic du district de Guéret.
2. Claude Delafont, membre du directoire du département
3. Joseph Cornudet des Chaumettes, procureur-syndic du district de Felletin.
4. Marc-Antoine Laumon, administrateur du département.
5. Jean-François Guyès, homme de loi, membre du directoire du district d'Aubusson.
6. Jean Ballet, juge au tribunal du district d'Évaux.
7. Marc-Antoine Huguet, évêque du département.

### Suppléants
1. Desainthorent, procureur-syndic du district de Boussac.
2. Choppy (René), procureur-syndic du district de la Souterraine.
3. Massonnet (Joseph Benigne), commissaire du roi près le tribunal du district d'Evaux, séant à Chambon.

## Dordogne
10 députés et 3 suppléants

### Députés
1. Pontard (Pierre), évêque du département, président de l'assemblée électorale.
2. Taillefer (Jean Guillaume), médecin à Domme, administrateur du district de Sarlat.
3. Jacques Pinet[1], administrateur du district de Bergerac.
4. Jean-Joseph de Verneilh-Puyraseau, président du tribunal de Nontron.
5. Roux-Fasillac (Pierre), chevalier de Saint-Louis à Exideuil.
6. Lacoste (Elie), médecin à Montignac, administrateur du département
7. Limousin (Jean), homme de loi à Riberac, administrateur du département.
8. Delfau (Guillaume), cultivateur à Grives, district de Belvès.
9. François Lamarque, juge au tribunal de district de Périgueux.
10. Beaupuy l'aîné (Nicolas), chevalier de Saint-Louis à Mussidan, administrateur du département.

### Suppléants
1. Limoges fils (Antoine), homme de loi à Terrasson, procureur-syndic du district de Montignac.
2. Galaup aîné (Jean-Baptiste), homme de loi à la Roche-Chalais, administrateur du département.
3. Saint-Rome (Jean-Baptiste), homme de loi à Sarlat, administrateur du département.

## Doubs
6 députés et 2 suppléants

### Députés
1. Bouvenot (Pierre), homme de loi à Besançon, administrateur du directoire du département.
2. Monnot (Jacques François Charles), homme de loi à Besançon, vice-président du directoire du département.
3. Besson (Alexandre), ancien notaire, administrateur du directoire du département.
4. Michaud (Jean-Baptiste), homme de loi à Pontarlier, administrateur du directoire du département.
5. Voisard fils (Jean-François), d'Indevillers, administrateur du département.
6. Vernerey (Charles Baptiste François), homme de loi à Baume-les-Dames, administrateur du directoire du département.

### Suppléants
1. Renaud (Antoine), homme de loi, ancien lieutenant criminel, administrateur du département à Quingey.
2. Proudhon-de-Nod (Jean-Baptiste Victor), juge au tribunal du district de Pontarlier, administrateur du département.

## Drôme
8 députés et 3 suppléants

### Députés
1. Fleury (Antoine Hyacinthe), homme de loi, administrateur du département et juge du tribunal de district de Romans.
2. Sautayra (Pierre Barthélemy), administrateur du directoire du district de Montélimart.
3. Ezingeard (Étienne), notaire, juge de paix de Saint-Jean-en-Royans.
4. Jean-Pierre Archinard, négociant, administrateur du diretoire du district de Crest.
5. Gaillard (Jean Laurent Fortunat), président du tribunal du district de Valence.
6. Joseph-Bernard Lagier de La Condamine, homme de loi, procureur-syndic du district de Die.
7. Dochier (Jean-Baptiste), homme de loi à Romans, administrateur du département.
8. Rovère (Joseph Stanislas), député du district de Louvèze, rattaché à la Drôme par le décret du 26 mars 1792 (admis le 30 juillet 1792).

### Suppléants
1. Auzias, homme de loi à Mirabel, administrateur du département.
2. Jourdan fils (Louis Antoine), électeur à Tain.
3. Jullien (Marc Antoine), homme de loi, électeur du canton du Péage de Pisançon.

## Eure
11 députés et 4 suppléants

### Députés
1. Robert Lindet, homme de loi, procureur-syndic du district de Bernay, président de l'assemblée électorale.
2. Jean-Jacques Delivet-Saint-Mars, procureur-syndic du district d'Évreux. Décédé le 8 mars 1792. Est remplacé par Quéru, le 24 mars 1792.
3. Deschamps (Jean), administrateur du directoire du département, à Verneuil.
4. Jean-Baptiste Fossard, administrateur du directoire du département.
5. François Rever, curé de Conteville, administrateur du conseil général du département.
6. Pierre Nicolas Chrysostome Legendre, notaire à Heuqueville, administrateur du conseil général du département. Démissionnaire le 3 avril 1792. Est remplacé par Marie-Lucien Lebrun le 1er mai 1792.
7. Claude-Etienne Hugau, chevalier de Saint-Louis, juge de paix du canton d'Évreux.
8. Pierre Duval, vice-président du département.
9. Louis Joseph Hébert, chevalier de Saint-Louis, administrateur du département.
10. Jean-Baptiste Guillaume Langlois, négociant à Louviers, administrateur du département.
11. Alexandre Ambroise Pantin, propriétaire cultivateur, à Gaillardbois, district des Andelys.

### Suppléants
1. René Antoine Quéru, président du district de Verneuil. Remplace, le 24 mars 1792, Delivet-Saint-Mars décédé.
2. Marie-Lucien Lebrun, homme de loi à Évreux, administrateur du directoire du département. Remplace, le 1er mai 1792, Legendre démissionnaire.
3. Duroy (Jean Michel), juge au tribunal du district de Bernay.
4. Boisdenemets (Alexandre de), officier de marine, domicilié à Cantiers, district des Andelys.

## Eure-et-Loir
9 députés et 3 suppléants

### Députés
1. Alexandre-Claude Bellier Du Chesnay, ancien maire de Chartres ; remplacé par Jean-Jacques Doussain.
2. Étienne Claye, laboureur au Bu, district de Dreux, administrateur du département.
3. Thomas François Tillonbois-de-Valeuil, homme de loi à Brezolles, membre du conseil du département.
4. Louis Jean-Baptiste Boucher, homme de loi à Bonneval, administrateur du directoire du département.
5. Jacques Charles Giroust, juge au tribunal du district de Nogent-le-Rotrou.
6. Louis Thomas Antoine Amy, président du tribunal du district de Janville.
7. Jean-François Delacroix, membre de la Cour de cassation.
8. Jean René Lefèbvre, homme de loi, vice-procureur-général-syndic du département.
9. René Marie Maximilien Léopold, homme de loi, vice-président du directoire du département.

### Suppléants
1. Jean-Jacques Doussain, laboureur à Flacey, district de Châteaudun.
2. Coubré-Saint-Loup, officier municipal) Chartres.
3. Champigenau (Charles François Brice), procureur-syndic du district de Janville.

## Finistère
8 députés et 3 suppléants

### Députés
1. Jean-Jacques Bouestard de la Touche, médecin à Morlaix, administrateur du département.
2. Yves Inizan, cultivateur à Sizun, expert et administrateur du district de Landerneau.
3. Blaise Cavellier, chef des bureaux de la marine et procureur de la commune à Brest.
4. Pierre Briand, cultivateur et juge de paix à Briec, district de Quimper[2].
5. Louis Julien de Roujoux, commissaire du roi près le tribunal du district de Landerneau.
6. François Marie Allain-Launay, homme de loi, procureur-syndic du district de Carhaix.
7. Alain Bohan, juge au tribunal du district de Châteaulin.
8. Romain-Nicolas Malassis, imprimeur de la marine et officier municipal à Brest.

### Suppléants
1. Samson Bienvenue, notaire, homme de loi, maire de Quimperlé.
2. Pierre Marec, secrétaire général du département.
3. Olivier-Jean Morvan, avocat et poète, homme de loi, administrateur du directoire du département.

## Gard
8 députés et 3 suppléants

### Députés
1. Jacques Delon, de Saint-André, administrateur du district de Saint-Hippolyte.
2. Jean-César Vincens-Plauchut, président du district de Nîmes.
3. Ménard (François Xavier), membre du directoire du département.
4. Tavernel, juge au tribunal du district de Beaucaire.
5. Jean-Joseph Giraudy, administrateur du département, domicilié à Roquemaure, district de Saint-Esprit.
6. Pieyre fils (Jean), négociant, membre du directoire du département à Nîmes.
7. Leyris (Augustin Jacques), vice-président du directoire du district d'Alais.
8. Allut (Antoine), procureur de la commune d'Uzès.

### Suppléants
1. Cazalis, domicilié à Vezenobre, district d'Alais, administrateur du département.
2. Gensoul, cultivateur à Connaux, district d'Uzès.
3. Gilles-Gissac, domicilié à Laudun, district de Saint-Esprit, administrateur du département.

## Haute-Garonne
12 députés et 4 suppléants

### Députés
1. Cailhasson (François Marie), président du département.
2. Mailhe (Jean-Baptiste), homme de loi, procureur-général-syndic du département.
3. Dorliac (Guillaume Louis), homme de loi, administrateur du directoire du département.
4. Rouède (Jean-Pierre Vital), homme de loi, administrateur du département, juge au tribunal du district de Saint-Gaudens.
5. Gonyn (Pierre), cultivateur, administrateur du directoire du district de Muret.
6. Catherine-Dominique de Pérignon, juge de paix à Montech.
7. Joseph-Étienne Projean, homme de loi, commandant de la garde nationale de Carbonne, district de Rieux.
8. Jean-François Delmas, ancien officier de milice, aide-major général de la garde nationale de Toulouse.
9. Jean-Barthélémy Cazes, homme de loi, colonel de la garde nationale de Saint-Béat.
10. Veirieu (Guillaume), homme de loi, juge du tribunal du district de Toulouse.
11. Theule (Jean-Marc), homme de loi, officier municipal de Toulouse.
12. Girard (Jean Antoine), négociant, ancien consul à Toulouse.

### Suppléants
1. Alard (Pierre), maire de Montesquieu, domicilié à Revel.
2. Cappelle, homme de loi, juge au tribunal de Revel
3. Mazarde-Percin (Julien Bernard Dorothé), homme de loi à Castel-Sarrazin.
4. Chaboton, juge de paix à Miramont.

## Gers
9 députés et 3 suppléants

### Députés
1. Descamps (Bernard), procureur-syndic du district de Lectoure.
2. Antoine Louis La Plaigne, président du tribunal du district d'Auch.
3. Ichon (Pierre Louis), prêtre, supérieur de l'oratoire de Condom.
4. Latané (Jean-Baptiste), juge au tribunal de Plaisance, administrateur du département.
5. Jean Tartanac, juge au tribunal de Valence.
6. Barris fils (Pierre Jean Paul), commissaire du roi au tribunal de Mirande.
7. Louis Bon de Montaut, administrateur du directoire du district de Condom, lieutenant-colonel de la Garde nationale.
8. Cappin (Joseph), homme de loi à Vic-Fesenzac, district d'Auch.
9. Laguire (Joseph), juge de paix du canton de Manciet, district de Nogaro.

### Suppléants
1. Bourdens, curé de l'Isle-de-Noé.
2. Dandrieu, vice-président du directoire du district de l'Isle-Jourdain.
3. Lagrange fils, homme de loi à Lectoure.

## Gironde
12 députés et 4 suppléants

### Députés
1. Raymond de Barennes, président de l'Assemblée électorale, homme de loi, procureur-général-syndic du département.
2. Jean-François Ducos, négociant.
3. Servière (Étienne Jacques), juge au tribunal du district de Bazas.
4. Pierre Victurnien Vergniaud, avocat, administrateur du département.
5. André-Daniel Laffon de Ladebat, armateur, négociant, cultivateur de la paroisse du Pessac, administrateur du directoire du département.
6. Élie Guadet, homme de loi, président du tribunal criminel du département.
7. Journu-Auber (Bernard), négociant et administrateur du district de Bordeaux.
8. Dominique Lacombe, doctrinaire et curé de Saint-Paul de Bordeaux. Est démissionnaire le 7 avril 1792 et est remplacé par Garrau.
9. Sers (Pierre), négociant, officier municipal de Bordeaux.
10. Jean Jay, administrateur du département à Sainte-Foy.
11. Jean-Antoine Grangeneuve, homme de loi, substitut du procureur de la commune de Bordeaux.
12. Armand Gensonné, membre du tribunal de cassation.

### Suppléants
1. Pierre-Anselme Garrau, homme de loi, président du district de Libourne, maire de Sainte-Foy. Remplace Lacombe le 7 avril 1792.
2. Jacques Paul Fronton Duplantier, citoyen de Bordeaux.
3. Mandavi, cultivateur, homme de loi à Paulliac, administrateur du département.
4. Brun, agriculteur, maire de Talence.

## Hérault
9 députés et 3 suppléants

### Députés
1. Pierre Joseph Cambon, négociant, officier municipal à Montpellier.
2. Antoine Brun, maire de Pézenas.
3. Rouyer (Jean Pascal), maire de Béziers.
4. Bonnier (Ange Elisabeth Louis Antoine), président de l'administration du district de Montpellier.
5. Jean-François Curée, membre du directoire du département, domicilié à Saint-André, district de Lodève.
6. Reboul (Henry), administrateur du département, domicilié à Pézenas.
7. Seranne (Joseph François), négociant à Cette.
8. Jacques Joseph Viennet, officier municipal à Béziers.
9. Bousquet, administrateur du département à Agde. Démissionnaire le 14 août 1792. Sa démission n'a pas été acceptée.

### Suppléants
1. Pigot, maire de Saint-Pons.
2. Luchaire cadet, bourgeois à Lodève.
3. Brunet fils, officier municipal à Montpellier.

## Ille-et-Vilaine
10 députés et 4 suppléants

### Députés
1. François-Alexandre Tardiveau, homme de loi à Rennes.
2. Michel cadet (François Julien), homme de loi, procureur-syndic du district de Saint-Malo.
3. Gohier (Louis Jérôme), homme de loi à Rennes.
4. Roch Pierre François Lebreton, procureur-syndic du district de Fougères, homme de loi.
5. Charles Nicolas Croizé des Essarts, président du tribunal du district de Vitré.
6. Charles François Marie Duval, juge au tribunal de La Guerche.
7. Sébire (Gilles François), cultivateur à Carfantin, administrateur du district de Dol.
8. Codet (Sylvain), homme de loi, membredu conseil général de la commune de Rennes et assesseur du juge de paix de la même ville.
9. Claude Le Coz, évêque métropolitain du Nord-Ouest, à Rennes.
10. Dupetitbois (Agathon), colonel du 16e régiment de dragons, ci-devant Orléans, à Rennes.

### Suppléants
1. Jean Julien Bodinier, négociant à Saint-Malo, homme de loi.
2. Lemerer cadet, homme de loi à Rennes.
3. Jan (Jacques), vice-président du directoire du département.
4. Blanchet, doyen des électeurs, cultivateur à Guipry, district de Bain-de-Bretagne.

## Indre
6 députés et 2 suppléants

### Députés
1. Jean-Baptiste Collet de Messine, procureur-général-syndic du département.
2. Pierre de Turquet de Mayerne, procureur-syndic du district du Blanc.
3. Henri Crublier d'Opterre, lieutenant-colonel au corps royal du génie, à Châteauroux.
4. Joseph Dupertuis, ci-devant administrateur du directoire du département.
5. Jean-Baptiste Rochoux de La Bouige, ci-devant administrateur du directoire du département.
6. Auguste Vivier de La Pérocherie, administrateur du directoire du département.

### Suppléants
1. Porcher-Lissonnay (Gilles), commissaire du roi près le tribunal du district de la Châtre.
2. Lecomte (François), chevalier de Saint-Louis, officier au corps du génie, domicilié au Blanc.

## Indre-et-Loire
8 députés et 3 suppléants

### Députés
1. Prudent-Jean Bruley, homme de loi, maire de Tours.
2. Adam (Jean Louis Urbain), procureur-syndic du district de Chinon.
3. Jean-Baptiste Julien Belle, membre du directoire du département, domicilié à Neuvy-le-Roi.
4. Martin (Pierre), homme de loi, membre du directoire du département, domicilié à Loches.
5. Hardouin, administrateur du conseil du département. N'accepte pas son élection. Est remplacé par Dupont.
6. Pierre Philippe Baignoux, homme de loi, membre du directoire du district de Tours.
7. Jean-Baptiste Jahan, juge du tribunal du district de Chinon.
8. Joseph-Pierre-Sylvain Cartier-Douineau, négociant, colonel commandant de la garde nationale de Tours.

### Suppléants
1. Dupont (Jacob Louis), maire de Perrusson. Remplace Hardouin, qui n'a pas accepté son élection.
2. Ruelle (Albert), premier juge au tribunal de Bourgueil.
3. Louis Champigny-Aubin, négociant, administrateur du conseil du département à Langeais.

## Isère
9 députés et 3 suppléants

### Députés
1. Jean-Baptiste Annibal Aubert du Bayet, capitaine au 13e régiment d'infanterie, ci-devant Bourbonnais, et président du département.
2. Jean-Baptiste Rogniat, membre du directoire du département.
3. Sablières La Condamine (Antoine), médecin à Saint-Roman près Saint-Marcellin.
4. Guillioud (Jean-Baptiste), homme de loi aux Abrets, administrateur du département.
5. Bravet (Louis), notaire à Chapareillan, administrateur du département.
6. Danthon, cultivateur et procureur-syndic à Vienne.
7. Vallier fils (Pierre Augustin), homme de loi à Saint-Marcellin, administrateur du directoire du département.
8. Luc Michoud, négociant, juge de paix de Brangues et administrateur du département.
9. Dumolard fils (Joseph Vincent), homme de loi à Grenoble.

### Suppléants
1. Alméras-Latour (François Joseph), président du tribunal du district de Vienne, administrateur du département.
2. Pierre Joseph Didier Boissieu, homme de loi à Saint-Marcellin, membre du directoire du département.
3. Prunelle-de-Lière (Léonard Joseph), médecin, juge de paix et administrateur du district de la Tour-du-Pin.

## Jura
8 députés et 3 suppléants

### Députés
1. Pierre Félix Champion, curé de Vosbles, président du district d'Orgelet.
2. Croichet (Augustin), directeur des poudres et salpêtre à Poligny, administrateur du directoire du département.
3. Dalloz (Charles Alexandre Marie), président du tribunal du district de Saint-Claude.
4. Morivaux (Anatole François Antoine), commissaire du roi du district d'Arbois, tribunal séant à Salins.
5. Clermont (Claude Ignace Joachim), maire de Salins.
6. Théodore de Lameth, colonel du 7e régiment de cavalerie, président du département.
7. Perrin (Antoine Hyacinthe), procureur-syndic du district de Lons-le-Saunier.
8. Vuillier (Simon), président du bureau de conciliation à Dole.

### Suppléants
1. Poupon, président du tribunal du district d'Orgelet.
2. Pourtier-Larnaud, suppléant de la première députation, à Lons-le-Saulnier.
3. Monnier, procureur-syndic du district de Poligny.

## Landes
6 députés et 2 suppléants

### Députés
1. Salomon Méricamp, homme de loi, procureur-syndic du district de Saint-Sever.
2. Bernard Lucat, médecin, maire de Dax.
3. Jean Dyzès, procureur-général-syndic du département.
4. Bernard Turgan, juge au tribunal du district de Tartas.
5. Laurent Baffoigne, administrateur du département.
6. Jacques Lonné-Canteau, administrateur du département.

### Suppléants
1. Tortigue (Luc), lieutenant-colonel de la nationale à Saint-Sever.
2. Castaignède aîné, juge au tribunal du district de Tartas.

## Loir-et-Cher
7 députés et 3 suppléants

### Députés
1. Brisson (Marcou), procureur-général-syndic du département, domicilié à Selles, district de Romorantin.
2. Savonneau (Antoine Pierre), cultivateur à Saint-Firmin-des-Prés, district de Vendôme, membre du conseil du département.
3. Augustin Frécine, président du tribunal du district de Saint-Aignan et Montrichard, membre du conseil du département.
4. François Chabot, vicaire épiscopal à Blois.
5. Marchand fils (Louis Étienne), juge de paix du canton de Marolles, membre du conseil du département.
6. Lemaistre (Louis Charles Étienne), membre du directoire du département, domicilié à Montoire, district de Vendôme.
7. Duval aîné (Jacques), ancien maître des forges, domicilié à Plessis-Dorin, district de Mondoubleau.

### Suppléants
1. Legros (Jean Dominique), juge au tribunal du district de Mer.
2. Desfray fils, membre du directoire du district de Blois.
3. Claude-Nicolas Leclerc, homme de loi, juge de paix du canton de Villedieu, accusateur public près le tribunal criminel du district de Vendôme.

## Haute-Loire
7 députés et 3 suppléants

### Députés
1. Lagrévol (Jean-Baptiste), homme de loi, juge au tribunal du district d'Yssingeaux.
2. Delcher (Joseph Étienne), homme de loi, procureur de la commune de Brioude.
3. Reynaud (Claude André Benoît), maire du Puy.
4. Jamon (Jean-Baptiste), homme de loi à Montfaucon, administrateur du directoire du département.
5. Rongier (Antoine), cultivateur à Flajeac, près Brioude.
6. Laurens (Ignace), homme de loi au Puy.
7. Hilaire (Jacques Bernard), homme de loi à Monastier, administrateur du directoire du district du Puy.

### Suppléants
1. Liogier-de-Pieyrres, juge de paix à l'Abbesse, paroisse d'Yssingeaux.
2. Boulanger, homme de loi à Saugues, administrateur du directoire du district du Puy.
3. Vauzelles, homme de loi, accusateur public au district de Brioude.

## Loire-Inférieure
8 députés et 3 suppléants

### Députés
1. Pierre Coustard, commandant de la garde nationale et ci-devant président du département.
2. Jean-Marie Benoiston de La Serpandais, homme de loi, président du département.
3. Pierre Mourain, administrateur du directoire du département.
4. Marie (Jean Joseph), administrateur du directoire du département.
5. Dufrenou (Jean-Pierre), administrateur du directoire du département.
6. Louis-François Papin, administrateur du directoire du département.
7. Antoine Francais de Nantes, officier municipal à Nantes.
8. Jean-Baptiste Mosneron de Launay, député du commerce de Nantes.

### Suppléants
1. Méaulle (Jean Nicolas)
2. Duboueix
3. Lepelletier

## Loiret
9 députés et 3 suppléants

### Députés
1. René Gastellier, docteur en médecine, maire de Montargis.
2. Genty (Louis), procureur-syndic du district d'Orléans.
3. Pierre Lejeune de Bellecour, cultivateur, ancien officier de l'élection de Pithiviers.
4. Turpétin (Nicolas François), procureur-syndic du district de Beaugency.
5. Gentil (Michel), administrateur du directoire du département.
6. Meunier (Jean Marceau), secrétaire général du département.
7. Nicolas Joseph Leboeuf, administrateur du directoire du département.
8. Chaufton (Jean Damien), professeur en droit, juge de paix à Orléans.
9. Huet de Froberville (Claude, Jean-Baptiste), administrateur du département.

### Suppléants
1. Leblond (Michel), professeur, administrateur du directoire du district d'Orléans.
2. Mouroux (Louis), juge au tribunal de Gien.
3. Guyard (Jean Louis), homme de loi, procureur de la commune de Montargis.

## Lot
10 députés et 3 suppléants

### Députés
1. Jean Lassabathie, citoyen de Moissac, vice-président du directoire du département.
2. Pierre Lachièze, président du tribunal du district de Martel.
3. Guillaume Calmon, homme de loi à Carlucet, membre du directoire du département.
4. Claude Duphénieux, membre du directoire du département.
5. Ramel (Jean-Pierre), homme de loi, procureur-syndic du département.
6. Jean Joseph Lacoste-Montlausier, membre du directoire du département.
7. Jean-Baptiste La Boissière, juge au tribunal du district de Moissac.
8. François Dupuy-Montbrun, maréchal de camp, commandant général de la garde nationale du département. Est décédé le 1er avril 1792 et est remplacé le 14 mai 1792 par Clédel.
9. Guillaume Guilhou, homme de loi, citoyen de Saint-Vincent-Rives-d'Olt.
10. Antoine Brugoux, homme de loi, membre du directoire du département.

### Suppléants
1. Étienne Cledel, procureur-syndic du district de Saint-Céré. Remplace, le 14 mai 1792, Dupuy-Montbrun, décédé.
2. Livars (Jean), juge de paix de Carlucet.
3. Senilh (Jean), administrateur du département à Réalville.

## Lot-et-Garonne
9 députés et 3 suppléants

### Députés
1. Mathieu Depère, homme de loi, vice-président du département.
2. Jean-Girard Lacuée, capitaine au régiment Dauphin Infanterie, procureur-général-syndic du département.
3. Mouysset (Guillaume), juge au tribunal du district de Villeneuve.
4. Lavigne (Jean), négociant à Tonneins, administrateur du directoire du département.
5. Lafont (Charles Marie), membre du directoire du département.
6. Paganel (Pierre), curé de Noaillac, procureur-syndic du district de Villeneuve.
7. Maleprade, président du département.
8. Vidalot (Antoine), homme de loi, juge au tribunal du district de Valence.
9. Poujet, procureur-syndic du district de Casteljaloux.

### Suppléants
1. Lassaigne, médecin et maire de Villeréal.
2. Boucherie, administrateur du département et juge de paix du canton de Duras.
3. Phiquepal; juge du district de Tonneins.

## Lozère
5 députés et 2 suppléants

### Députés
1. Monestier (Pierre Laurent), homme de loi à Banassac, vice-procureur-général-syndic du département.
2. François Lozeran de Fressac, administrateur du directoire du département.
3. Emmanuel Chazot, homme de loi à Saint-Chély, administrateur du département.
4. Raymond Sévène, homme de loi à Marvejols.
5. Beauregard (Joseph Domergue de), chevalier de Saint-Louis, vice-président du directoire du département.

### Suppléants
1. Laporte-de-Belviala (Étienne Antoine Auguste), juge au tribunal du district de Langogne.
2. Barrot (Jean André), juge au tribunal du district de Langogne.

## Maine-et-Loire
11 députés et 4 suppléants

### Députés
1. Dehoulière (Louis Charles Auguste), maire d'Angers.
2. Choudieu (Pierre René), accusateur public à Angers, lieutenant-colonel de la garde nationale.
3. Jean-François Merlet, procureur-syndic du district de Saumur.
4. Ferrière (Jean Michel), juge au tribunal du district de Baugé, administrateur du département.
5. Delaunay aîné (Joseph), commissaire du roi au tribunal d'Angers.
6. Clemenceau (René Mathurin), juge au tribunal du district de Saint-Florent, séant à Beaupréau.
7. Goffaux (François Joseph), médecin, administrateur du directoire du département, maire de Mouliherne.
8. Chouteau (Guy Jacques), médecin, administrateur du directoire du district de Cholet.
9. Quesnay (Robert François Joseph), juge au tribunal du district de Saumur.
10. Henri Menuau, juge au tribunal du district de Vihiers.
11. Bonnemère (Joseph Toussaint), maire de Saumur, ancien magistrat.

### Suppléants
1. Viger (Louis François Sébastien), procureur-syndic du district d'Angers.
2. Couraudin (Aimé), procureur de la commune d'Angers.
3. Raymond (Jacques), administrateur du directoire du district de Saumur.
4. Pérard (Charles François Jean), administrateur du directoire du district d'Angers.

## Manche
13 députés et 5 suppléants

### Députés
1. Jean François Duval, de Gréville près Cherbourg, administrateur et membre du directoire du département. Est démissionnaire le 2 avril 1792 et est remplacé, le 25 mai 1792, par Jean Joseph Yver de La Bruchollerie.
2. Jacques Poisson de Coudreville, président du tribunal de Saint-Lô, administrateur du département.
3. Jacques Euvremer, administrateur et membre du directoire du département.
4. Jean Angélique Lemoine-Devilleneuve, juge au tribunal de Mortain.
5. Ambroise Félix Desprez, vice-président du directoire du département.
6. Gervais Sauvé, négociant, maire de Ducey, district d'Avranches.
7. Denis Tesson, membre du directoire du département.
8. Étienne-François Le Tourneur, capitaine au corps du génie à Cherbourg.
9. Jean-Pierre-David Letellier du Hutrel, procureur-syndic du district de Saint-Lô.
10. Étienne Giroult, administrateur et membre du directoire du district d'Avranches.
11. Jacques-Anne Lerebours de La Pigeonnière, juge au tribunal du district de Mortain, administrateur du département.
12. Jean-François Lepigeon de Boisval, maire de Coutances, natif de Cahors.
13. Jean Adrien Queslin, homme de loi à Valognes.

### Suppléants
1. Jean-Joseph Yver-Delabuchelerie, vice-président du directoire du district de Carentan. Remplace, le 25 mai 1792, Duval, démissionnaire.
2. Boursin (Louis ?), vicaire de la cathédrale de Coutances.
3. Bon-Jacques Ribet de Rugneville, négociant à Cherbourg.
4. Pradier, adjudant au 34e régiment d'infanterie, en garnison à Coutances, natif de Cahors.
5. Louis Burdelot de Pontorson, trésorier du district d'Avranches.

## Marne
10 députés et 4 suppléants

### Députés
1. Debranges (François Emmanuel), membre du directoire du département à Vitry-le-François.
2. Morel (Louis Sébastien), procureur-syndic du district d'Epernay.
3. Gobillard (Nicolas), maître de poste, cultivateur à La Chaussée.
4. Deliège (Gabriel), officier municipal à Sainte-Menehould.
5. Brulley (Théodore Claude), de Sézanne, homme de loi, président du département.
6. Pierret (Jean-François), ancien maire de Reims.
7. Louis Joseph Charlier, homme de loi, membre du directoire du district de Châlons.
8. Dorizy (Claude), procureur-syndic du district de Vitry.
9. Bezanson-Perrier (Charles Euphrasie), cultivateur à Reims.
10. Jacques Alexis Thuriot, juge au tribunal du district de Sézanne, électeur de Paris en 1789 et ancien président de la commune de Paris.

### Suppléants
1. Hurteau, professeur en droit, maire de Reims.
2. Muzeux, premier juge suppléant au tribunal du district d'Epernay.
3. Drouet (Jean-Baptiste), maître de poste à Sainte-Menehould.
4. Mauget, procureur-syndic du district de Châlons.

## Haute-Marne
7 députés et 3 suppléants

### Députés
1. Becquey (Louis), Procureur-général-syndic du département.
2. Briolat (Jean-Baptiste), procureur-syndic du district de Saint-Dizier.
3. Anne Joseph Arnoux Valdruche, administrateur du directoire du département.
4. Landrian (Étienne), président de l'assemblée du département. Admis le 2 octobre 1791. Son élection est annulée les 10 et 22 décembre 1791.
5. Pierre-Antoine Lalloy, administrateur du directoire du département.
6. Chaudron-Roussau (Guillaume), procureur-syndic du district de Bourbonne.
7. Devaraigne (Pierre Joseph Bernard), ingénieur des ponts et chaussées à Langres.
8. Jean Charles Léopold Henrys-Marcilly, homme de loi, colonel, commandant de la garde nationale de la ville de Bourmont. Est admis, le 22 décembre 1791, en lieu et place de Landrian dont l'élection est annulée.

### Suppléants
1. Baudot, notaire à Prangey.
2. Royer (Louis), négociant à Joinville.
3. Brochard (Jean-Baptiste), administrateur du directoire du département à Chaumont.

## Mayenne
8 députés et 3 suppléants

### Députés
1. Mathurin Julien Dalibourg, administrateur du directoire du département à Laval.
2. Jacques-François Bissy, juge au tribunal de Mayenne.
3. François-Pierre-Marie-Anne Paigis, médecin à Château-Gontier.
4. François Grosse-Durocher, administrateur du département et cultivateur à Lassay.
5. Joseph François Dupont-Grandjardin, maire de Mayenne.
6. François Joachim Esnue-Lavallée, juge au tribunal de Craon.
7. César Chevalier-Malibert, administrateur, membre du directoire du département.
8. Gilles-Louis Richard, administrateur, membre du conseil du département à Ernée.

### Suppléants
1. René-François Plaichard Choltière, médecin et officier municipal à Laval.
2. François Serveau-Touchevalier, administrateur du district à Evron.
3. Jourdain-Durocher, administrateur du directoire du département à Laval.

## Meurthe
8 députés et 3 suppléants

### Députés
1. Joseph Ignace Foissey, premier juge au tribunal de Nancy.
2. François René Mallarmé, procureur-syndic du district de Pont-à-Mousson.
3. Jean-Claude Drouin, maire de Lunéville.
4. Joseph Carez, imprimeur, commandant de la garde nationale de Toul, membre de l'administration du district.
5. Antoine Louis Levasseur, procureur-syndic du district de Sarrebourg.
6. Nicolas-Louis Crousse, cultivateur à Lagarde, district de Château-Salins, membre de l'administration du département, juge de paix du canton de Bourdonnay.
7. Étienne Cunin, juge au tribunal du district à Dieuze, membre de l'administration du département.
8. Germain Bonneval, cultivateur à Ogéviller, membre de l'administration du département.

### Suppléants
1. Lachasse aîné, procureur-syndic du district de Vézelise.
2. Sonini, juge de paix à Varangeville, district de Nancy.
3. Delorme (Pierre), ancien gendarme, officier municipal à Lunéville.

## Meuse
8 députés et 3 suppléants

### Députés
1. Moreau (Jean), procureur-général-syndic du département.
2. Manchand (Claude), procureur-syndic du district de Clermont.
3. Paillet (Jean Joseph), juge au tribunal du district de Verdun.
4. Lolivier (Jean-Baptiste), de Saint-Mihiel, administrateur du directoire du département.
5. Jodin (Jean-Baptiste), procureur-syndic du district de Montmédy.
6. Tocquot (Charles Nicolas), cultivateur, juge de paix du canton de Dompcevrin, district de Saint-Mihiel, administrateur du département.
7. Clément (Henry), cultivateur, procureur de la commune de Billy-sous-Mangienne, district d'Etain.
8. Bernard (Joseph), cultivateur et maire de Ugny, district de Gondrecourt.

### Suppléants
1. Grison, président du tribunal du district de Commercy, administrateur du département.
2. Cheney (Joseph), maire de Ligny, district de Bar.
3. Ternaux (Nicolas Gabriel), cultivateur, chevalier de Saint-Louis, administrateur du département.

## Morbihan
8 députés et 3 suppléants

### Députés
1. Letutour (Olivier), cultivateur, administrateur du directoire du département.
2. Joseph-François Le Malliaud de Kerharnos (Joseph François), procureur-général-syndic du département.
3. Fabre (Joseph Marie), second juge au tribunal de Ploërmel.
4. Élie (Jean-Marie Antoine), vice-président du directoire du district de Josselin.
5. Vincent Claude Corbel, juge au tribunal de Pontivy.
6. Lequinio (Joseph Marie), juge au tribunal de Vannes.
7. Yves Marie Audrein, premier vicaire de l'évêque du Morbihan.
8. Guillois (Philippe), architecte de la marine, procureur de la commune de Lorient.

### Suppléants
1. Benoît Georges de Najac, commissaire de la marine, à Lorient.
2. Gillet (Pierre Mathurin), administrateur du département, procureur-général-syndic à Vannes.
3. Guillon-du-Bodan, maire de Vannes.

## Moselle
8 députés et 3 suppléants

### Députés
1. Jean-Pierre Couturier (Jean-Pierre), juge du tribunal de Bouzonville et suppléant à la Cour de cassation.
2. Merlin (Antoine), homme de loi, premier officier municipal de Thionville.
3. Marin (Jacques Augustin Lambert), juge au tribunal de Bitche.
4. Rolland (Jean-Baptiste Dominique), président du tribunal de Faulquemont.
5. Pierron (Jacques Jean Louis), juge au tribunal de Briey.
6. Adam (Jean Charles), vice-président du directoire du district de Sarreguemines, accusateur public près le tribunal.
7. Pyrot (Hubert), homme de loi, procureur-syndic du district de Metz.
8. Mangin (Jean-Pierre), homme de loi à Longuyon, district de Longwy.

### Suppléants
1. Steinmetz (Mathias), cultivateur et négociant à Telerchen, district de Boulay.
2. Frantz (Antoine), négociant à Sarrelouis., administrateur du directoire du département.
3. Bernard (Nicolas Joachim), procureur-syndic du district de Longwy.

## Nièvre
7 députés et 3 suppléants

### Députés
1. Rameau (Jean-François), homme de loi à Cosne, vice-président du directoire du département.
2. Dameron (Joseph Charlemagne), président du tribunal du district de La Charité-sur-Loire.
3. Sautereau (Jean), homme de loi à Saint-Pierre-le-Moutier, procureur-général syndic du département.
4. Durin (Antoine), juge au tribunal du district de Decize.
5. Mathieu (Claude), cultivateur à Anlezy, juge de paix et administrateur du département.
6. Dupin (Charles André), homme de loi et procureur-syndic du district de Clamecy.
7. Frasey (François), maître des forges à Imphy, administrateur du département.

### Suppléants
1. Leblanc (André), vicaire de l'église cathédrale et paroissiale de Saint-Cyr, à Nevers.
2. Quesnay (Jean-Marie), propriétaire à Beauvoire, maire de Saint-Germain-en-Viry.
3. Debèze, chevalier de Saint-Louis, capitaine de la gendarmerie nationale, ci-devant commandant de la garde nationale de Nevers.

## Nord
12 députés et 4 suppléants

### Députés
1. Jean-Marie Joseph Emmery, négociant, colonel de la garde nationale de Dunkerque.
2. Henri Louis Joseph Cochet, administrateur et membre du directoire du département à Catillon-sur-Sambre.
3. Gossuin (Constant Joseph Eugène), administrateur, membre du directoire du département à Avennes.
4. Jean-Baptiste Lemesre, administrateur du département, à Houplines.
5. Prouveur (Auguste Antoine Joseph), juge au tribunal du district de Valenciennes.
6. Carpentier (Antoine François), président du district d'Hazebrouck.
7. Lejosne (Étienne Philippe Marie), professeur en droit français en l'université de Douai, administrateur du directoire du district de Douai.
8. Lefebvre (Charles), officier municipal au Quesnoy.
9. Duhem (Pierre Joseph), médecin et juge de paix du 1er arrondissement de Lille.
10. Louis Bonaventure Vanhoenacker, négociant, maire de la ville de Lille.
11. Laurent Coppens, président de l'administration du département, à Dunkerque.
12. Lacombe-Saint-Michel (Jean-Pierre), officier d'artillerie. Élu dans le département du Nord et du Tarn, a opté pour le Tarn. Est remplacé par Sallengros.

### Suppléants
1. Sallengros (Albert Boniface François), homme de loi, officier municipal à Maubeuge. Remplace Lacombe-Saint-Michel qui a opté pour le Tarn.
2. Granet (Louis Joseph), homme de loi, procureur de la commune de Valenciennes.
3. Jean-François Woussen, procureur-syndic du district d'Hazebrouck, domicilié à Bailleul.
4. Sta, officier municipal à Lille.

## Oise
12 députés et 4 suppléants

### Députés
1. Tronchon (Nicolas), cultivateur à Fosse-Martin, administrateur du département.
2. Gérardin (Louis Stanislas Xavier), président de l'administration du département.
3. Jean Lecaron de Mazancourt, commandant de la garde nationale de Compiègne.
4. Lucy (Adrien Jean Alexandre), membre du directoire du département.
5. Coupé (Jacques Michel), curé de Sermaize, président du district de Noyon.
6. Calon (Étienne Nicolas), officier de l'état major de l'armée, membre du conseil du département.
7. Thibaut (Jean Charles), cultivateur, membre du directoire du département.
8. Dubout (Pierre Étienne Nicolas Germer), bourgeois à Beauvais.
9. Hainsselin (François), procureur-syndic du district de Clermont.
10. Jean-Pierre Viquesnel-Delaunay, propriétaire au Mello, vice-président du district de Senlis.
11. Goujon (Louis Joseph Marc), procureur-syndic du district de Beauvais.
12. Juéry (Pierre), de Creil, membre du directoire du département.

### Suppléants
1. Robinet (François), procureur-syndic du district de Crépy.
2. D'Hardivilliers (Antoine), cultivateur à Vendeuil, membre du conseil du district de Breteuil.
3. Danserville (Michel), membre du directoire du département.
4. Dechangy (Joachim Félix Léon Blanchard), président du district de Beauvais.

## Orne
10 députés et 3 suppléants

### Députés
1. Guillaume Barbotte, administrateur du directoire du département.
2. Lesueur (Jean-Baptiste), administrateur du directoire du département.
3. Jacques-André-Simon Le Fessier, évêque du département.
4. Jacques-Auguste Leconte-De-Betz, maire d'Alençon.
5. Jean-Jacques Paignard, négociant, administrateur du district de Bellême.
6. Pierre Claude Charles Leboucher du Longchamp, procureur-syndic du district d'Argentan.
7. Claude-Michel André, administrateur du directoire du département.
8. Simon Terrède, docteur en médecine, juge de paix de la ville de Laigle.
9. Louis-Michel Demées, administrateur du directoire du département.
10. Antoine Lautour-Duchatel, homme de loi, premier juge suppléant au tribunal du district d'Argentan.

### Suppléants
1. Colombel-Larousselière jeune (Pierre), négociant à Laigle.
2. Guérin (Nicolas), juge de paix du canton de Bellême, administrateur du conseil général du département.
3. Bellier (Pierre Louis), juge de paix du canton de La Perrière, domicilié à Saint-Julien-sur-Sarthe, district de Mortagne.

N.B. : Lecomte, marchand, paroisse des Authieux, district de Laigle, avait été nommé troisième député, et, ayant refusé, a été remplacé incontinent par Lefessier.

## Paris
N.B. Le département de Paris (1790-1795) fut renommé en département de la Seine en 1795.
24 députés et 8 suppléants

### Députés
1. Jean Philippe Garran de Coulon, président du tribunal de cassation.
2. Bernard Germain de Lacépède, garde et démonstrateur du cabinet d'histoire naturelle, administrateur du département.
3. Emmanuel de Pastoret, procureur-général-syndic du département.
4. Joseph-Antoine Cerutti, administrateur du département, décédé le 1er février 1792, il est remplacé par Alleaume.
5. Beauvais (Charles Nicolas), docteur en médecine, juge de paix de la section de la Croix-Rouge.
6. Félix-Julien-Jean Bigot de Préameneu, juge au tribunal du 4e arrondissement.
7. Jean-Baptiste Gouvion, major général de la garde nationale parisienne, maréchal de camp. Est démissionnaire le 13 avril 1792 et est remplacé par Demoy, le 17 avril.
8. Pierre-Marie-Auguste Broussonnet, de l'académie des sciences, secrétaire de la société d'agriculture.
9. Crétet (François), propriétaire et cultivateur à Dugny, près de Saint-Denis, administrateur du directoire du département.
10. Gorguereau (François), juge au tribunal du 5e arrondissement.
11. Thorillon (Antoine Joseph), ancien procureur au Châtelet, administrateur de police, président de district et de section et juge de paix de la section des Gobelins.
12. Jacques Pierre Brissot, publiciste.
13. Fillassier (Jacques Joseph), cultivateur, procureur-syndic du district de Bourg-la-Reine.
14. Marie-Jean Hérault de Séchelles, commissaire du roi au tribunal de cassation.
15. Mulot (François Valentin), ci-devant chanoine de Saint-Marcel, officier municipal de la section du Jardin-des-Plantes.
16. Godard (Jacques), homme de loi, décédé le 4 novembre 1791, est remplacé par Lacretelle.
17. Jean-Marie Boscary, négociant. Est démissionnaire le 5 juin 1792 et est remplacé par Dusaulx.
18. Antoine Chrysostome Quatremère de Quincy, archéologue.
19. Louis Ramond de Carbonnières, physicien et géologue.
20. Robin (Léonard), homme de loi, juge suppléant au tribunal du 6e arrondissement.
21. Jean-Baptiste Debry, administrateur du département.
22. Nicolas de Condorcet, commissaire de la Trésorerie nationale, secrétaire de l'Académie des sciences.
23. Thomas-François Treil-Pardailhan, ci-devant baron, chevalier de Saint-Louis, administrateur du département.
24. Joseph François Augustin Monneron, négociant. Démissionnaire le 31 mars 1792, est remplacé le 2 avril par Kersaint.

### Suppléants
1. Pierre Louis de Lacretelle, homme de loi, remplace le 7 novembre 1791, Godard, décédé.
2. Alleaume, notaire, remplace le 9 février 1792, Cerutti, décédé.
3. Étienne Clavière, électeur de 1790 et 1791, financier. Appelé le 1er avril 1792, à remplacer Monneron, démissionnaire, opte pour le ministère des contributions publiques dont il est titulaire.
4. Armand de Kersaint, chef de division des armées navales. Remplace le 2 avril 1792, Monneron, démissionnaire.
5. Demoy (Chrétien Alexandre), curé de Saint-Laurent. Remplace, le 17 avril 1792, Gouvion, démissionnaire.
6. Jean Dusaulx, de l'Académie des Inscriptions et Belles-Lettres. Remplace, le 6 juin 1792, Boscary, démissionnaire.
7. Jean-Baptiste Louis Joseph Billecocq, jurisconsulte, directeur de l'administration de la loterie royale de France.
8. Collard (Pierre Nicolas), curé de Conflans.

## Pas-de-Calais
11 députés et 4 suppléants

### Députés
1. Carnot-Feulins le jeune (Claude Marie), capitaine au corps royal du génie, administrateur du département à Saint-Omer.
2. Haudouart (Ignace Joseph Delfin), président du tribunal du district de Bapeaume.
3. Wallart (Louis Joseph), propriétaire à Auxy-le-Château, administrateur du département, commissaire aux comptes.
4. Legressier-Bellanoy (François Joseph Alexis), homme de loi à Samer, membre du directoire du district de Boulogne.
5. Lefranc (François), procureur-syndic du district de Calais.
6. Louis-François François, cultivateur à Bunneville, administrateur du département.
7. Ernest Dominique François Joseph Duquesnoy (Ernest Dominique François Joseph), cultivateur à Bouvigny-Boyeffles.
8. Deusy (Sixte François Joseph), homme de loi, juge d'Arras.
9. Carnot l'aîné (Lazare Nicolas Marguerite), capitaine au corps royal du génie.
10. Baert (Charles Akexandre Balthazard François-de-Paule)
11. Blanchard (Claude), commissaire ordonnateur des guerres et grand-juge militaire à Arras.

### Suppléants
1. Duval (Blaise), ancien lieutenant du roi à la citadelle de Montreuil.
2. Waterlot, cultivateur à Boyelles.
3. Dethosse, membre du directoire du district de Saint-Omer.
4. Butor, médecin à Boulogne.

## Puy-de-Dôme
12 députés et 4 suppléants

### Députés
1. Maignet (Étienne Christophe), administrateur du directoire du département, à Ambert.
2. Gibergues (Pierre), prêtre à Saint-Florent, district d'Issoire.
3. Thévenin (Antoine), procureur-syndic du district de Montaigut.
4. Gaubert (Léonard), procureur-syndic du district de Thiers.
5. Téalier (Claude Étienne), administrateur du directoire du département. Décédé le 17 novembre 1791, est remplacé par Brès.
6. Moulin, administrateur du district de Besse.
7. Soubrany (Pierre Amable), maire de Riom.
8. Georges Couthon (Georges), président du tribunal du district de Clermont-Ferrand.
9. Col (Mathieu), juge du tribunal du district d'Ambert, administrateur du département.
10. Cuel (François), président de l'administration du département.
11. Charles Gilbert Romme, cultivateur, ancien professeur de mathématiques et de physique, officier municipal de Gimeaux, district de Riom.
12. Antoine Rabusson-Lamothe, officier municipal à Clermont-Ferrand.

### Suppléants
1. Brès, maire d'Issoire. Remplace le 9 décembre 1791, Téalier, décédé.
2. Henry fils aîné (Jean), négociant à Thiers.
3. Baret du Coudert, président du tribunal du district de Montaigut, administrateur du département.
4. Chandezon, administrateur du directoire du département, domicilié à Besse.

## Basses-Pyrénées
6 députés et 2 suppléants

### Députés
1. Casamajor (Auguste), commissaire du roi près le tribunal du district d'Oloron.
2. Leremboure (Salvador Paul), de Saint-Jean-de-Luz, membre du directoire du département.
3. Dithurbide (Pierre), homme de loi, d'Ustaritz, vice-président du directoire du département.
4. Bergeras (Pierre), procureur-général-syndic à Salies.
5. Lostalot (Armand), administrateur et juge au tribunal du district de Pau.
6. Casamajor aîné (Pierre), à Sauveterre, membre du directoire du département.

### Suppléants
1. Basterèche aîné (Pierre Joseph), négociant à Bayonne.
2. Mauco, président de l'administration du département à Oloron.

## Hautes-Pyrénées
6 députés et 2 suppléants

### Députés
1. Darneuilh (Pierre Joseph), homme de loi de Tarbes.
2. Dumoret, procureur-général-syndic du département. Admis le 2 octobre 1791 et non acceptant.
3. Fournier (Bertand), administrateur du département.
4. Couget (Jean Henri), juge du tribunal de Lourdes.
5. Gertoux (Brice), homme de loi à Campan.
6. Mailho (Jean-Pierre), homme de loi, administrateur du département.

### Suppléants
1. Dareau (Jean Joseph), juge au tribunal de Vic. Remplace Dumoret et prête serment le 27 octobre 1791.
2. Labbat (Joseph), maire de Cauterets.

## Pyrénées-Orientales
5 députés et 2 suppléants

### Députés
1. François-Xavier de Llucia, procureur-général-syndic du département.
2. Joseph Marie (député), administrateur du district de Prades.
3. Sébastien Escanyé, homme de loi, membre du directoire du département.
4. Siau aîné (François Antoine Léonard), négociant, membre du directoire du département.
5. Ribes (Louis), homme de loi, membre du directoire du département.

### Suppléants
1. Reynalt-Triquière (Hippolyte), membre du conseil du département à Elne.
2. Bataillé, juge de paix à Caudiès.

## Bas-Rhin
9 députés et 3 suppléants

### Députés
1. François-Jacques-Antoine Mathieu de Reichshoffen, procureur-général-syndic du département.
2. Brunck (Jacques), chevalier de Saint-Louis, président du directoire du département.
3. Koch (Christophe), professeur d'histoire à Strasbourg.
4. Wilhelm (Joseph), administrateur du directoire du département.
5. Massenet (Pierre), cultivateur à Helligenstein.
6. Pierre Noblat, commissaire des guerres à Landau. Démissionnaire le 18 octobre 1791.
7. Philippe Rühl, administrateur du directoire du département.
8. Arbogast (Louis François Antoine), professeur de mathématiques de l'artillerie, professeur de physique et recteur de l'université nationale de Strasbourg.
9. Briche (André), capitaine d'artillerie et commandant des canonniers de la garde nationale de Strasbourg.

### Suppléants
1. Lambert (Joseph), administrateur du directoire du département à Lauterbourg. Remplace, le 20 octobre 1791, Noblat, démissionnaire.
2. Levrault (Xavier), procureur de la commune à Strasbourg.
3. Kuhn (Ignace), administrateur du directoire du département à Erstein.

## Haut-Rhin
7 députés et 3 suppléants

### Députés
1. Ritter (François Joseph), juge du tribunal d'Altkirch.
2. Waelterlé (Jacques Pierre), membre du directoire du département à Heimsprung.
3. Bruat (Joseph), administrateur du département.
4. Rudler (François Joseph), de Guebwiller, membre du directoire du département.
5. Delaporte (Sébastien), avoué au tribunal de Belfort.
6. Jean-Louis Schirmer, juge au tribunal de Colmar.
7. Baumlin (François Joseph), membre du directoire du district de Belfort.

### Suppléants
1. Jean François Philibert Rossée, procureur-syndic du district de Belfort.
2. Eggerlé (Jean Adam), administrateur du département à Colmar.
3. Metzger (Jean Ulric), membre du directoire du district de Colmar.

## Rhône-et-Loire
15 députés et 5 suppléants

### Députés
1. Michon-Dumaret (Jean-François), propriétaire, administrateur du département.
2. Antoine-Adrien Lamourette, évêque du département.
3. Dupuis fils (Jean-Baptiste Claude Henry), homme de loi, juge au tribunal du district de Montbrison.
4. Colomb-de-Gast (Pierre François), juge de paix à Saint-Chamond, administrateur du département. Est démissionnaire le 1er septembre 1792. Sa démission n'a pas été acceptée.
5. Thévenet (Jean), cultivateur, administrateur du directoire du district de la campagne de Lyon.
6. Sanslaville (Benoît), notaire à Beaujeu.
7. Duvant (Pierre), homme de loi à Néronde, administrateur du directoire du département.
8. Blanchon (Jean-Baptiste), cultivateur à Chazelles.
9. Jovin-Molle (Jean Jacques), administrateur du département. Est démissionnaire le 4 juin 1792. Est remplacé le 27 juin 1792 par Dubouchet.
10. Sage (Bernard Marie), administrateur du département.
11. Saulnier (Claude Michel), propriétaire à Lantigné.
12. Caminet (Georges); négociant, administrateur du directoire du district de Lyon.
13. Jérôme de Larochette, ci-devant procureur-syndic du district de Roanne.
14. Chirat (Jean-Pierre Antoine), homme de loi, procureur-général syndic du département.
15. Lemontey (Pierre Edouard), homme de loi, substitut du procureur de la commune de Lyon.

### Suppléants
1. Pierre Dubouchet, medecin, ci-devant maire de Montbrison. Remplace Jovin-Molle le 27 juin 1792.
2. Deveau, juge de paix à Saint-Étienne.
3. Estourmel, cadet (Henri Joseph), administrateur du district de Lyon.
4. Peillon (Pierre), propriétaire à Grigny.
5. Clergeon (Étienne), homme de loi à Villefranche.

N.B. Le département du Rhône fut créé par partition du département de Rhône-et-Loire, approuvée par la Convention nationale le 29 brumaire an II (19 novembre 1793).

## Haute-Saône
7 députés et 3 suppléants

### Députés
1. Jean-François Crestin, président du tribunal du district de Gray, président de l'Assemblée électorale.
2. Claude Lecurel-Descoraux, juge au tribunal du district de Champlitte.
3. Courtot (François-Michel), juge au tribunal du district de Vesoul.
4. Laborey (Pierre François Marie), homme de loi à Ormoy, district de Jussey.
5. Siblot (Claude François Bruno), médecin à Lure.
6. Desgranges cadet (Léopold Grégoire) 1759-1816, négociant à Luxeuil, papetier à Arches et Archettes.
7. Charles Antoine Carret, homme de loi, vice-président du district de Gray.

### Suppléants
1. Dornier (Augustin), négociant et administrateur du département à Dampierre-sur-Salon.
2. Billerey, curé à Vitrey.
3. Berdot (Frédéric), maire à Lure.

## Saône-et-Loire
11 députés et 4 suppléants

### Députés
1. Garchery (Pierre), juge de paix à Montcenis.
2. Claude-Henri Bijon, administrateur du district de Bourbon-Lancy.
3. Journet (Claude Marie), maire de Chalon-sur-Saône.
4. Jean-Marie Gelin, administrateur du district de Charolles.
5. Claude Laurent Masuyer, juge au tribunal du district de Louhans.
6. Rubas fils, juge au tribunal du district de Mâcon.
7. James (Claude), juge au tribunal du district de Marcigny.
8. Desplaces de Charmasse (Hugues Charles), juge de paix du canton de Saint-Prix. Est démissionnaire le 10 juillet 1792 et est remplacé par Baudot.
9. Cornet jeune (Jean-François), maire de Chagny, district de Châlon.
10. Duroussin (Vivant), juge au tribunal du district de Louhans.
11. Jacques Reverchon, négociant à Vergisson.

### Suppléants
1. Baudot (Marc Antoine), médecin à Charolles. Remplace Desplaces, démissionnaire.
2. Grizard, administrateur du directoire du district de Marcigny.
3. Lavaivre, maire de Bourbon-Lancy.
4. Lannau (Victor), premier vicaire épiscopal d'Autun.

## Sarthe
10 députés et 4 suppléants

### Députés
1. Louis Jacques Rousseau, ex-président du département, président du tribunal du district de Château-du-Loir.
2. Gabriel-René-Louis Salmon, notaire royal, administrateur du département.
3. Louis Charles René Vérité, administrateur du district de La-Ferté-Bernard.
4. Philippe René Bardoux-Boisquetin, cultivateur, procureur-syndic du district de Fresnaye.
5. Louis Gabriel Guérin, négociant, maire de Mamers.
6. René François Jacques Barré, de Dollon, administrateur du directoire du département.
7. Joseph-Étienne Richard, procureur de la commune de La Flèche.
8. René François-Primaudière, procureur-syndic du district de Sablé.
9. Ignace Chappe, procureur de la commune du Mans.
10. Louis Claude Daniel Rojou, administrateur du directoire du département.

### Suppléants
1. Bugnet-de-Fresnay, administrateur du directoire du département au Mans.
2. Houdebert, administrateur du département à Loué.
3. Latouche (Charles), administrateur du directoire du district de Saint-Calais, domicilié à Saint-Michel de Chavaigne.
4. Gaullier, cultivateur à Marolles.

## Seine-Inférieure
16 députés et 6 suppléants

### Députés
1. Jean-Baptiste Louis Ducastel, homme de loi, officier municipal à Rouen.
2. Lucas (François), homme de loi à Betteville, administrateur du département.
3. Jean-Jacques Christinat, négociant, maire du Havre.
4. Augustin Guillaume Hochet, laboureur à Manneville-ès-Plains, administrateur du département et juge de paix du canton de Saint-Valéry.
5. Pierre-Nicolas-Étienne Langlois, administrateur du district de Dieppe.
6. Nicolas Vimar, homme de loi, procureur de la commune de Rouen.
7. Jean-Étienne Letailleur, cultivateur à Elbeuf, près Gournay.
8. Louis Charles Alexandre Boullenger, président du tribunal du district de Rouen, administrateur du département.
9. Charles Tarbé, négociant, officier municipal à Rouen.
10. Jean-Marin Grégoire, négociant au Havre, administrateur du département.
11. Georges Thomas Brémontier, négociant à Rouen.
12. Louis François Froudière, homme de loi à Rouen.
13. Pierre-Alexandre-Laurent Forfait, ingénieur-constructeur de la marine à Rouen.
14. Joseph Louis Desportes, administrateur du département à Fécamp.
15. Antoine Louis Albitte, homme de loi et notable à Dieppe.
16. Pierre Léon Levavasseur, capitaine d'artillerie des colonies à Rouen.

### Suppléants
1. Lacorne (Alexandre), homme de loi, administrateur du département au Havre.
2. Parfait-Duruflé, homme de loi à Quevilly-lès-Rouen.
3. Hayet (Pierre Henry), fabricant à Elbeuf.
4. Ruault (Alexandre Jean), curé d'Yvetot.
5. Pierre Pocholle, oratorien, professeur de rhétorique à Dieppe.
6. Dubois, notaire, maire de Saint-Romain.

## Seine-et-Marne
11 députés et 5 suppléants

### Députés
1. Hébert (André Théodore), cultivateur à Précy, membre du directoire du département.
2. Mathurin Louis Étienne Sédillez, homme de loi, membre du directoire du district de Nemours.
3. Dubuisson (Marie René), membre du directoire du district de Provins.
4. Nicolas-Michel Quatresolz de Marolles, chevalier de Saint-Louis, à Marolles, président de l'administration du district de Rozoy-au-Brie.
5. François de Jaucourt, « chevalier de Saint-Louis[3] », colonel du 2e régiment de dragons, vice-président du directoire du département. Démissionnaire le 31 juillet 1792. Est remplacé par Ségrétier, le 2 novembre 1792.
6. Regnard-Claudin (Louis Charles Ambroise), négociant et maire de La Ferté-sous-Jouarre.
7. Jean-Baptiste-Moïse Jollivet, propriétaire et cultivateur, membre du directoire du département.
8. Vincent-Marie de Vaublanc, propriétaire et cultivateur à Dammarie-les-Lys, président de l'administration du département.
9. Naret (Jean-Baptiste), juge de paix de la ville de Provins.
10. Jean Rataud, maire de Montereau-Faut-Yonne.
11. Charlemagne Béjot, cultivateur à Messy, membre du directoire du département.

### Suppléants
1. Ségrétier (Jacques Claude Florimond), propriétaire à Boissise-le-Bertrand, district de Melun. Remplace Jaucourt. Ses pouvoirs ne sont validés que le 2 novembre 1792.
2. Étienne-Simon Thomé, lieutenant de la gendarmerie nationale à Coulommiers.
3. Laval (Jean-Baptiste), cultivateur à Courlaçon, canton de Villiers-Saint-Georges.
4. Picart (Noël François), de Lizy, notaire et membre du directoire du district de Meaux.
5. Edme Louis Barthélemy Bailly de Juilly, oratorien à Juilly.

## Seine-et-Oise
14 députés et 5 suppléants

### Députés
1. Lebreton (Denis), président du tribunal du district de Montfort-l'Amaury. Est démissionnaire le 14 octobre 1791. Est remplacé par Chéron-La-Bruyère.
2. Lecointre (Laurent), administrateur du département, commandant de la garde nationale de Versailles.
3. Soret (Simon), procureur-syndic du district de Pontoise.
4. Bassal (Jean), curé de la paroisse de Saint-Louis, vice-président du directoire du district de Versailles.
5. Collas (Jean Jacques), maire d'Argenteuil.
6. Boisseau (Jean Antoine), cultivateur à Roisy, district de Gonesse.
7. Hua (Eustache Antoine), juge au tribunal de Mantes.
8. Pillaut (Jean-Pierre), procureur-syndic du district de Dourdan.
9. Louis Mathieu Petit, négociant, juge de paix à Rimoron, canton de Chamarande, district d'Étampes.
10. Dumas (Mathieu), maréchal de camp, employé à Metz.
11. Haussmann (Nicolas), négociant à Versailles, membre du directoire du département.
12. Courtin l'aîné (Débastin Michel), négociant, membre du directoire du département.
13. Tenon (Jacques), de l'Académie des sciences, du collège de chirurgie de Montpellier, de celui de Paris, professeur public de la Société d'agriculture, propriétaire à Massy.
14. Legras (Jean-Baptiste), juge au tribunal du district de Saint-Germain-en-Laye.

### Suppléants
1. Louis-Claude Chéron de La Bruyère, propriétaire à Auvers, près Pontoise, membre du directoire du département, propriétaire à Auvers-sur-Oise. Remplace le 15 octobre 1791, Lebreton, démissionnaire.
2. Francia-Beaufleury (Louis), juge au tribunal de Corbeil.
3. Coupin (Claude), président du district de Versailles, négociant à Sèvres.
4. Feugère (Jean Jacques), juge au tribunal de Mantes.
5. Chandelier, homme de loi à Meulan, juge suppléant au tribunal de Pontoise.

## Deux-Sèvres
7 députés et 3 suppléants

### Députés
1. Jard-Panvillier (Louis Alexandre), médecin à Niort, procureur-général-syndic du département.
2. Louis-Augustin Chasteau, homme de loi à Parthenay, président du département et de l'assemblée électorale.
3. Michel Mathieu Lecointe-Puyraveau, homme de loi à Saint-Maixent, administrateur du département.
4. Auguis (Pierre Jean-Baptiste), président du tribunal du district de Melle.
5. Jounault (Louis), homme de loi, procureur-syndic du district de Thouars.
6. Robouam (Pierre François), cultivateur à La-Forêt-sur-Sèvres, président du district de Châtillon-sur-Sèvres.
7. Pierre Dubreüil-Chambardel, cultivateur à Avon, administrateur du département.

### Suppléants
1. Pervinquière (Patrice), médecin à Niort.
2. Fournier, médecin à Melle.
3. Amillet, médecin à Chef-Boutonne.

## Somme
13 députés et 4 suppléants

### Députés
1. Antoine Dehaussy de Robecourt, président du tribunal du district de Péronne.
2. Jean-Joseph Nau, officier municipal d'Abbeville.
3. Louis Honoré Goubet, cultivateur à Flers.
4. Jacques François Delaunay, juge de paix du canton de Mailly.
5. Éléonore-Marie Desbois de Rochefort, évêque du département.
6. Nicolas Loyeux, cultivateur, maire de Cartigny. Est démissionnaire le 3 décembre 1791 et est remplacé par Jean-Baptiste Dequeux de Beauval, le 21 décembre 1791.
7. Louis François Quillet, cultivateur à Cramont, administrateur du district d'Abbeville. Décédé le 1er mars 1792, est remplacé par Pierre Claude Pucelle, le 14 mars 1792.
8. Jean-Baptiste Michel Saladin, juge au tribunal du district d'Amiens.
9. Louis de Rivery, négociant et cultivateur à Saint-Valery-sur-Somme, administrateur du département.
10. Pierre-Florent Louvet, juge au tribunal de Montdidier.
11. Pierre François Massey, entrepreneur et manufacturier à Amiens.
12. Joseph François Debray-Chamont, négociant à Amiens. Est décédé le 13 avril 1792, est remplacé par Hémery, le 20 avril 1792.
13. François Firmin Ballue, notaire et juge de paix du canton de Péronne.

### Suppléants
1. Jean-Baptiste Dequeux de Beauval, commissaire du roi au tribunal du district d'Abbeville. Remplace, le 21 décembre 1791, Loyeux, démissionnaire.
2. Pierre Claude Pucelle, procureur-syndic du district de Montdidier. Remplace, le 14 mars 1792, Quillet, décédé.
3. René Nicolas Hémery, administrateur du département, domicilié à Doullens. Remplace, le 20 avril 1792, Debray-Chamont, décédé.
4. Jean-Baptiste Martin-Saint-Prix, propriétaire à Saint-Romain.

## Tarn
9 députés et 3 suppléants

### Députés
1. Gausserand (Louis Jean), juge du district d'Alby.
2. Sancerre (Louis François), commissaire du roi près le tribunal du district de Castres.
3. Audoy (Pierre Séverin), membre du directoire du district de Lavaur. Démissionnaire le 30 juillet 1792, est remplacé, le 30 juillet 1792, par Gouzy.
4. Lacombe-Saint-Michel (Jean-Pierre), officier d'artillerie, membre du directoire du département. Est élu dans le Nord et dans le Tarn, opte pour le Tarn.
5. Coubé (Jean Charles), homme de loi.
6. Esperou (Bernard), maire d'Alby.
7. Leroy-de-Flagis (Jean-Baptiste), procureur de la commune de Puy-Laurens.
8. Lasource (Marc David Albin).
9. Larroque-Labécède (Antoine), membre du directoire du département.

### Suppléants
1. Gouzy (Paul Louis Jean), homme de loi. Remplace, le 30 juillet 1792, Audoy, démissionnaire.
2. Meyer (Jean-François), maire de Mazamet.
3. Teissonnières, curé de Gaillac.

## Var
8 députés et 3 suppléants

### Députés
1. Roubaud (François), docteur en médecine, administrateur du district de Grasse.
2. Muraire (Honoré), président du tribunal du district de Draguignan.
3. Isnard (Maximin), négociant à Draguignan.
4. Philibert (Thomas), homme de loi, administrateur du département.
5. Roubaud (Jean Louis), médecin à Tourves, district de Saint-Maximin, administrateur du département.
6. Despinassi (Antoine Joseph Marie), capitaine d'artillerie, administrateur du département.
7. Granet (Marc Antoine), président du département.
8. Poitevin (Jean-François Anicet), homme de loi à Barjols, administrateur du département.

### Suppléants
1. Reynouard, homme de loi à Brignolle.
2. Delor, juge de paix à Hyères.
3. Saqui des Tourrès, Joseph Marie Maxime de, officier de marine à Toulon.

## Vendée
9 députés et 3 suppléants

### Députés
1. Philippe-Charles-Aimé Goupilleau, homme de loi, procureur-syndic du district de Montaigu.
2. Charles-François-Gabriel Morisson, homme de loi, administrateur du directoire du département.
3. François Maignen, administrateur du directoire du district de la Chataigneraye.
4. Musset (Joseph Mathurin), curé de Falleron.
5. Gaudin (Joseph Marie Jacques François), négociant, maire des Sables-d'Olonne.
6. Thiériot (Alexis), homme de loi, administrateur du directoire du département.
7. Giraud (Étienne), juge au tribunal du district de Fontenay-le-Comte.
8. Perreau (Aimé André), homme de loi, administrateur du département, juge de paix du canton de Loge-Fougereuse.
9. Gaudin (Jacques), premier vicaire de l'évêque du département.

### Suppléants
1. Jousson (Pierre), administrateur du directoire du district de Challans à Apremont.
2. André Mercier du Rocher, homme de loi à Vouvant.
3. Boulanger (Martin Louis Joseph), juge de paix du canton de Mareuil.

## Vienne
8 députés et 3 suppléants

### Députés
1. Louis Marguerite Aimé Allard, professeur en droit et procureur de la commune de Poitiers.
2. Louis-Charles Martineau, juge au tribunal du district de Châtellerault.
3. Montault-des-Isles (Pierre), receveur particulier des finances de la ci-devant élection de Loudun, président de l'Assemblée électorale.
4. Guilhaud-de-Létanche (Jean-François), secrétaire du directoire du district de Montmorillon.
5. Pierre Thomas Belleroche, ci-devant notaire à Saint-Sauvent; administrateur et membre du directoire du département.
6. Pressac-des-Planches (Jean Jacques Louis), président du tribunal du district de Civray.
7. Pierre-François Piorry, homme de loi, membre et administrateur du directoire du département.
8. Ingrand (François Pierre), homme de loi à Ussau, près Châtellerault, administrateur et membre du directoire du département, suppléant à l'Assemblée constituante.

### Suppléants
1. Cannuel, propriétaire, cultivateur à Loudun.
2. Guillory, curé de Celle-Levècault, près Civray.
3. Texier, juge au tribunal du district de Loudun.

## Haute-Vienne
7 députés et 3 suppléants

### Députés
1. Chaubry-de-Laroche (François Jean), administrateur du directoire du département, vice-président-général-syndic.
2. Léonard Honoré Gay de Vernon, évêque du département.
3. Bordas (Pardoux), président du tribunal du district de Saint-Yrieix.
4. Michelon-du-Mas-Barreau (Léonard), procureur-syndic du district de Saint-Léonard.
5. Duvoisin-de-Laserve (Pierre), procureur-syndic du district de Saint-Junien.
6. Faye (Gabriel), administrateur du directoire du département.
7. Deperet (Gabriel), docteur en médecine, juge de paix du canton de Limoges.

### Suppléants
1. Rougier (Barthélemy), administrateur du directoire du district de Saint-Léonard, domicilié à Neuvic.
2. Bachélerie, homme de loi à Pierre-Buffière, administrateur du département.
3. Demetz (Jean-Baptiste), ingénieur des ponts et chaussées, à Limoges.

## Vosges
8 députés et 3 suppléants

### Députés
1. Joseph Mengin, vice-président du directoire du district de Saint-Dié.
2. Carant (Nicolas Thérèse), procureur-syndic du district de la Marche.
3. André (Laurent Yves Antoine), notaire au Thillot, administrateur du département.
4. Dieudonné (Christophe), homme de loi à Saint-Dié, administrateur du directoire du département.
5. Antoine Delpierre, homme de loi à Valfroicourt.
6. Marant (Joseph), négociant à Bugneville, administrateur du district de Neufchâteau.
7. Vosgien (Donat), maire d'Epinal.
8. Nicolas François de Neufchâteau, juge de paix à Vicherey et administrateur du département, suppléant à l'Assemblée constituante.

### Suppléants
1. Jean-Baptiste-Marie-François Bresson, administrateur du district de Darney.
2. Braux (Joseph)), procureur-syndic du district de Rambervilliers.
3. Balland (Charles André), procureur-syndic du district de Bruyères.

## Yonne
9 députés et 3 suppléants

### Députés
1. Laureau (Pierre), de Guillon, vice-président du directoire du département.
2. Marie-Davigneau (Alexandre), président de l'administration du département.
3. Bonnerot (Edme-Louis), de Sens, membre du directoire du département.
4. Gréau (Jean Anne), négociant, agriculteur, commandant de la garde nationale de Villeneuve-le-Roi.
5. Fayolle (Agnès François), de Tonnerre, a dministrateur du département, adjoint au directoire.
6. Bernard (Pierre), membre du directoire du département.
7. Jean-Baptiste Rougier de la Bergerie, de la société d'agriculture de Paris, président du district de Saint-Fargeau.
8. Antoine Malus de Montarcy, membre du directoire du département.
9. Edme Moreau, cultivateur à Compigny.

### Suppléants
1. Fernel, administrateur-adjoint au directoire du département, domicilié à Brienon-l'Archevêque.
2. Guénot, homme de loi, juge suppléant au tribunal du district d'Auxerre.
3. Turreau-Linières (Louis), membre du directoire du département, domicilié à Ravières.

## Colonies

### Île BourbonetÎle-de-France
1 député

#### Député
1. Bertrand (admis le 29 mars 1792).